# Miedza

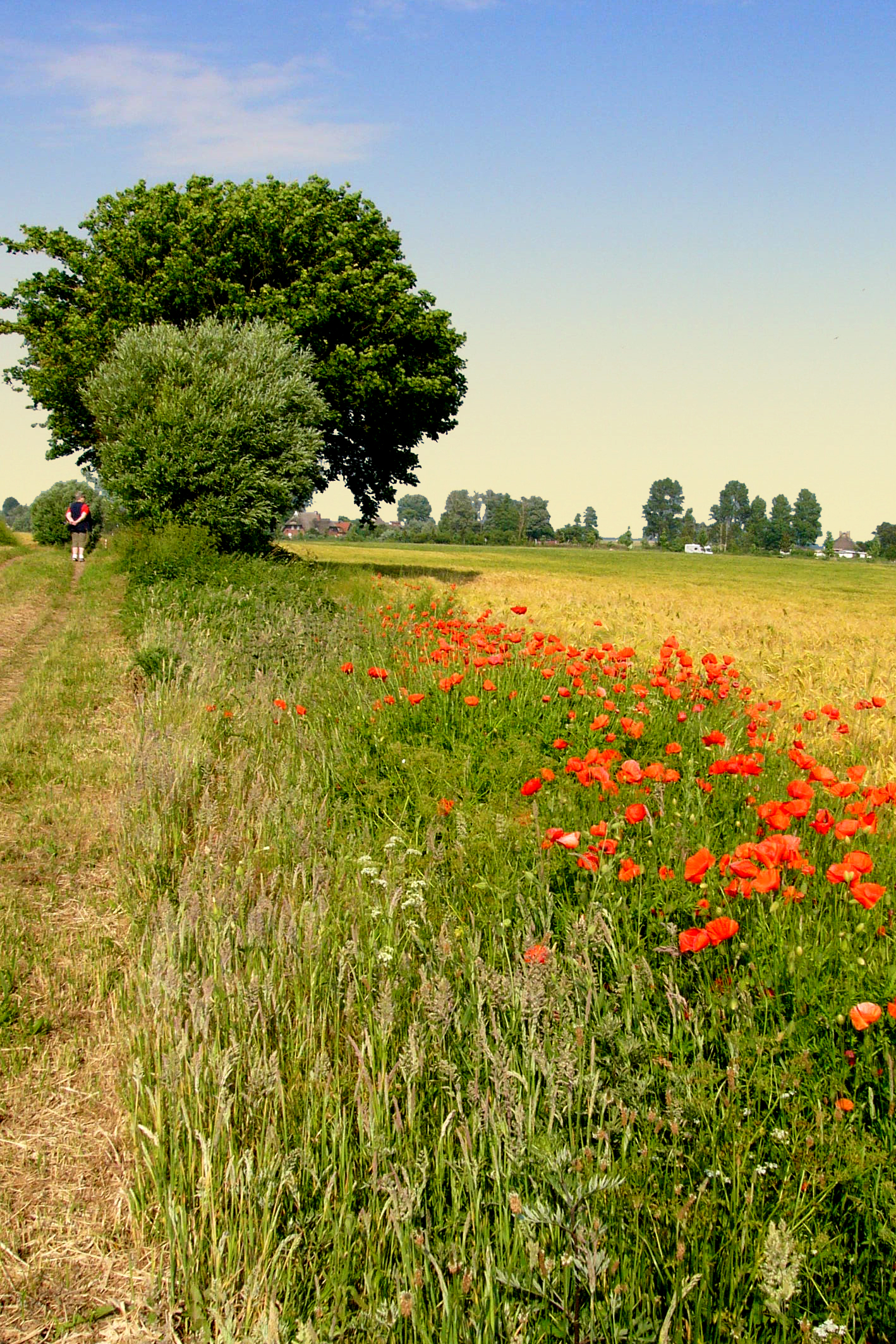
Miedza

Miedza – nieuprawiany pas terenu rozgraniczający pola.
Mimo wyłączenia z uprawy, pasy gruntu stanowiące miedzę przynoszą istotną korzyść dla produkcji rolniczej, większą niżeli włączenie tych pasów do użytkowania. Wynika to z korzystnego oddziaływania miedz jako siedlisk gatunków pożytecznych dla przyległych upraw, zwłaszcza drapieżnych chrząszczy i pająków, ale też dzikich gatunków pszczół (zapylaczy) oraz dżdżownic. Miedze mogą stanowić cenne siedliska dla roślinności, zwłaszcza muraw kserotermicznych i zarośli ciepłolubnych, a w przypadku występowania zarośli stanowią też miejsca bytowania ssaków i ptaków. Na stokach miedze ograniczają spływ powierzchniowy i erozję gleb. 
Wraz z intensyfikacją rolnictwa następuje eliminacja miedz w ramach powiększania pól i likwidacji mozaiki siedlisk w krajobrazie rolniczym, negatywnie na rolę ekologiczną zachowywanych miedz wpływa także intensywna chemizacja rolnictwa – nadmierne nawożenie azotowe powoduje ich drastyczne zubożenie gatunkowe, a często też dzika roślinność miedz bywa niszczona herbicydami.
Konflikt o miedzę stanowi jeden z motywów polskiej kultury, np. powieść Ogniem i mieczem z 1884 Henryka Sienkiewicza czy film fabularny Sami swoi z 1967 w reż. Sylwestra Chęcińskiego.